# كأس أبطال أوروبا لكرة اليد 1980–81
كأس أبطال أوروبا لكرة اليد 1980–81 هو الموسم 21 من  دوري أبطال أوروبا لكرة اليد. أشرف على تنظيمه الاتحاد الدولي لكرة اليد، وكان عدد الأندية المشاركة فيه  34، وفاز فيه نادي ماغديبورغ لكرة اليد.